# Медово (област Бургас)
 За другите села с това име вижте Медово.  
Медово е село в Югоизточна България. То се намира в община Поморие, област Бургас.

## География
Създадено от четирима братя, преселили се от с. Хухла, Ортакьойско. Името е сменено от „Балджиккьой“ – мед (тур.) и е дошло от богат турчин с много пчелни кошери. Село Медово се намира на 17 km от общинския център Поморие и на 25 km от областния център Бургас.
Смята се, че в непосредствена близост до селото се е провела битката при р. Ахелой, спечелена от цар Симеон. Според предположенията, византийският стан е бил разположен точно върху територията на селото.

## Население

### Етнически състав
Преброяване на населението през 2011 г.
Численост и дял на етническите групи според преброяването на населението през 2011 г.:
|                     | Численост |
| Общо                | 398       |
| Българи             | 207       |
| Турци               | 35        |
| Цигани              | 136       |
| Други               | -         |
| Не се самоопределят | -         |
| Неотговорили        | 6         |

## Културни и природни забележителности
Селото се намира на хълм със северно изложение, съвсем близо до връх Биберна над Каблешково, откъдето се твърди, че цар Симеон е наблюдавал и ръководел Битката при Ахелой на 20 август 917 г. Веднъж изкачите ли се на върховете над селото, се открива прекрасна гледка към Слънчев бряг, Несебър, Равда, Ахелой и Поморие, а от Биберна се виждат и Бургас, Черноморец и Созопол. Това местоположение е особено благоприятно за развитие на пара- и делтапланеристките спортове, каквито са заявките от националните клубове по екстремни спортове.
Добре асфалтираният главен път Бургас – Каблешково – Дюлински проход минава на около 700 метра от първите къщи на селото. Изградени са читалище/библиотека/киносалон, нефункциониращи, и действащи детска градина, новореконструирана църква и построен модерен трафопост. Селището няма изградена канализационна мрежа, но това е сред приоритетите на настоящото ръководство, ведно с инфраструктурни проекти като подобряване на лошата пътна мрежа, изграждане на балнеоложки център и увеличаване дела на малкия бизнес в селището. В него има няколко малки магазинчета за хранителни продукти, 2 – 3 кафенета и един ресторант за екскурзии от типа „Българско село“.
Наличието на такъв благодатен ресурс като изключителната по своите качества минерална вода, течаща директно по ВиК мрежата на селото, както и близостта му до модерните рекреационни дестинации Слънчев бряг, Равда и Поморие (10 – 15 км) определя бъдещото развитие на селото като център на селския и балнеоложки туризъм.

## Редовни събития
От няколко години са възобновени редовните селски сборове и тържества като Коледуването, Лазаруването и др., които се провеждат на огромната поляна над читалището, и се честват по повод най-големите български празници Коледа, Великден, Заговезни и т.н.